# Nigist Getachew
Nigist Getachew Beyene (28 febbraio 2002) è una mezzofondista etiope.

## Progressione

### 800 metri piani
| Stagione | Misura     | Luogo    | Data      | Rank. Mond. |
| -------- | ---------- | -------- | --------- | ----------- |
| 2025     | 1'59"63(i) | Nanchino | 23-3-2025 |             |
| 2024     | 1'57"47    | Zagabria | 8-9-2024  |             |

### 1500 metri piani
| Stagione | Misura  | Luogo  | Data     | Rank. Mond. |
| -------- | ------- | ------ | -------- | ----------- |
| 2024     | 3'58"98 | Parigi | 7-7-2024 |             |

## Palmarès
| Anno | Manifestazione         | Sede     | Evento        | Risultato  | Prestazione | Note  |
| ---- | ---------------------- | -------- | ------------- | ---------- | ----------- | ----- |
| 2018 | Giochi panafricani U20 | Algeri   | 100 m piani   | Semifinale | 12"90       |       |
| 2018 | Giochi panafricani U20 | Algeri   | 200 m piani   | Batteria   | 25"98       |       |
| 2019 | Camp. africani U20     | Abidjan  | 400 m piani   | Batteria   | 56"87       |       |
| 2019 | Giochi panafricani     | Rabat    | 4x400 m       | 6ª         | 3'41"45     |       |
| 2021 | Mondiali U20           | Nairobi  | 4x400 m       | 7ª         | 3'43"37     | [ 1 ] |
| 2021 | Mondiali U20           | Nairobi  | 4x400 m mista | Semifinale | dq          | [ 2 ] |
| 2025 | Mondiali indoor        | Nanchino | 800 m piani   | Argento    | 1'59"63     | [ 3 ] |

## Altre competizioni internazionali
2024
- 4ª al Bauhaus-Galan ( Stoccolma), 800 m piani - 1'59"77
- 11ª al Meeting de Paris ( Parigi), 1500 m piani - 3'58"98
- 13ª al Golden Gala Pietro Mennea ( Roma), 1500 m piani - 4'01"69